# United States Navy Reserve

Wappen der United States Navy Reserve

Die Reserve der United States Navy (engl.: United States Navy Reserve, abgek.: USNR) ist die bundesweite Reservekomponente der US Navy.

## Geschichte
Die United States Naval Reserve wurde 1915 gegründet. Seit 2005 wird sie als United States Navy Reserve  bezeichnet.

## Verpflichtung
Mitglieder der Navy Reserve üben ihren Dienst nur auf Teilzeitbasis aus, im Gegensatz zu den Berufssoldaten der US Navy. Im Jahr 2015 betrug die Zahl der Navy Reserve-Angehörigen 108.718 Männer und Frauen. Um Reserveoffizier in der US Navy zu werden, bietet das Naval Reserve Officer Training Corps (NROTC), das eine militärische Ausbildung parallel zu einem zivilen College-Studium bietet. Gegenwärtig (Stand 2015) absolvieren 20 Prozent der Marineoffiziere das NROTC.